# Kostogher
Kostogher è il secondo album in studio della one man band Arckanum, pubblicato il 1997 dalla Necropolis Records. 

## Tracce
1. "Skoghens minnen vækks" - 7:07
2. "Yvir min diupe marder" - 4:43
3. "Øþegarðr" - 4:07
4. "Þæn sum fran griften gangar" - 3:59
5. "Et sorghetog" -  2:42
6. "Gamall uvermark" - 3:39
7. "Oþer trulhøyghda" - 8:07
8. "Gangar for raþan vinder" - 4:00
9. "Bedrøvelse" - 5:10
10. "Ir bister ensaminhet iagh ugla" - 3:56
11. "Græmelse ok væ" - 3:55
12. "Kri til dødha daghi" - 6:21

## Formazione
- Shamaatae - voce, tutti gli strumenti